# Узбекистан на летних Паралимпийских играх 2012
Узбекистан на летних Паралимпийских играх 2012 был представлен десятью спортсменами (восемь мужчин и две женщины) в четырёх видах спорта: дзюдо, легкой атлетике, пауэрлифтинге и плавании. Дзюдоист Шариф Халилов завоевал серебряную медаль в дзюдо в категории до 73 кг, которая стала первой для Узбекистана на Паралимпийских играх.

## Медалисты
| Серебро |               |                          |
| №       | Спортсмены    | Вид спорта (дисциплина)  |
| 1       | Шариф Халилов | Дзюдо, мужчины, до 73 кг |

## Результаты выступлений

### Дзюдо
| Спортсмен     | Категория | 1/8 финала                             | 1/4 финала                             | 1/2 финала                         | 1-й утешительный раунд | Утешительные полуфиналы | Финал                               |
| Спортсмен     | Категория | Соперник Результат                     | Соперник Результат                     | Соперник Результат                 | Соперник Результат     | Соперник Результат      | Соперник Результат                  |
| ------------- | --------- | -------------------------------------- | -------------------------------------- | ---------------------------------- | ---------------------- | ----------------------- | ----------------------------------- |
| Шариф Халилов | до 73 кг  | Маурицио Брицено (Венесуэла) W 110–000 | Родольфо Рамирес (Аргентина) W 100–000 | Шахбан Курбанов (Россия) W 100–000 |                        |                         | Дмитрий Соловей (Украина) L 000–100 |

### Лёгкая атлетика
| Спортсмен          | Дисциплина                             | Отбор     | Отбор | Полуфинал | Полуфинал | Финал           | Финал     |
| Спортсмен          | Дисциплина                             | Результат | Место | Результат | Место     | Результат       | Место     |
| ------------------ | -------------------------------------- | --------- | ----- | --------- | --------- | --------------- | --------- |
| Равиль Диганшин    | Мужчины, ядро, категория F46           |           |       |           |           | 12.44           | 9         |
| Хусниддин Норбеков | Мужчины, ядро, категория F37—38        |           |       |           |           | 13.03           | 11        |
| Хусниддин Норбеков | Мужчины, диск, категория F37—38        |           |       |           |           | 52.05 997 очков | 4         |
| Иван Панафидин     | Мужчины, ядро, категория F37—38        |           |       |           |           | 9.76            | 12        |
| Дониёр Салиев      | Мужчины, тройной прыжок, категория F12 |           |       |           |           | 13.81           | 7         |
| Миясар Ибрагимова  | Женщины, 100 м, категория T12          | 12.80     | 3 q   | 12.87     | 3         | Не прошла       | Не прошла |

### Пауэрлифтинг
| Спортсмен      | Дисциплина        | Результат, кг | Место |
| -------------- | ----------------- | ------------- | ----- |
| Яшин Шобердиев | Мужчины, до 48 кг | -             | -     |
| Елена Абасова  | Женщины, до 56 кг | -             | -     |

### Плавание
| Спортсмен      | Дисциплина                               | Отбор   | Отбор | Финал     | Финал     |
| Спортсмен      | Дисциплина                               | Время   | Место | Время     | Место     |
| -------------- | ---------------------------------------- | ------- | ----- | --------- | --------- |
| Кирилл Паньков | Мужчины, 100 м на спине, категория S13   | 1:07.77 | 12    | Не прошёл | Не прошёл |
| Кирилл Паньков | Мужчины, 100 м баттерфляй, категория S13 | 59.62   | 6 Q   | 59.37     | 6         |